# Kildegård Privatskole
Kildegård Privatskole er en privatskole i Gentofte, der blev grundlagt den 1. november 1870 af komtesse Thusnelda Moltke som et gymnasium med navnet Østersøgades Gymnasium. I 1964 flyttede skolen fra København til Gentofte, hvor den kom til at hedde Kildegård Gymnasium.
Efter årgang 2004/2005 blev gymnasiet nedlagt, hvorved skolen fik sit nuværende navn. Eleverne fra gymnasiet blev flyttet til forskellige andre gymnasier i Nordsjælland – og de overskydende lokaler bliver nu brugt af folkeskolens elever.
Den nuværende skoleinspektør er Hans Kristensen.